# Књажевачки корпус ЈВуО
Књажевачки корпус (Горски штаб 190) био је корпус Југословенске војске у Отаџбини који је обухватао срезове тимочки, заглавски и сврљишки током Другог свјетског рата. Командант корпуса био је капетан капетан Божидар Миладиновић. Бројно стање корпуса било је око 1.200 бораца, 1943. године.

## Састав корпуса
- Комадант: капетан Божидар Миладиновић
- Ађутант: Бранислав Станојевић
- Обавештајни официр: п.поручник Владимир Новаковић

### Бригаде
- 1. књажевачка (поручник Веља Јанковић)
- 2. књажевачка (поручник Петко Јанковић)
- Тимочка (п.пор. Блажо Боричић)
- Сврљишка (ком. поручник Мирко Ћирковић; бригада је прекомандована је у Чегарски корпус)